# 密涅瓦花园
密涅瓦花园（Giardino della Minerva）位于意大利萨莱诺老城区的心脏，介于市政公园与高处的阿雷契斯城堡之间。
14世纪初，Matteo Silvatico 在此创建了欧洲最早的植物园，种植了一些药用植物，供教学之用。

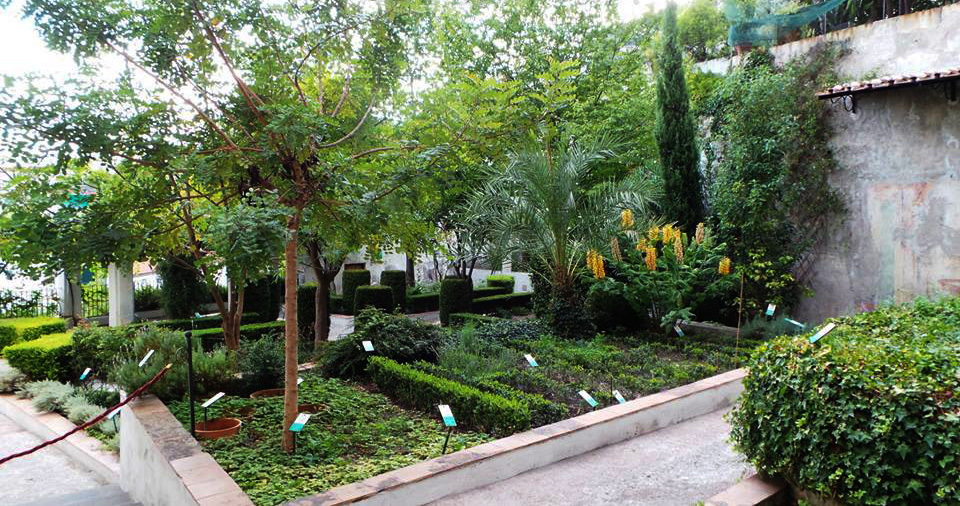

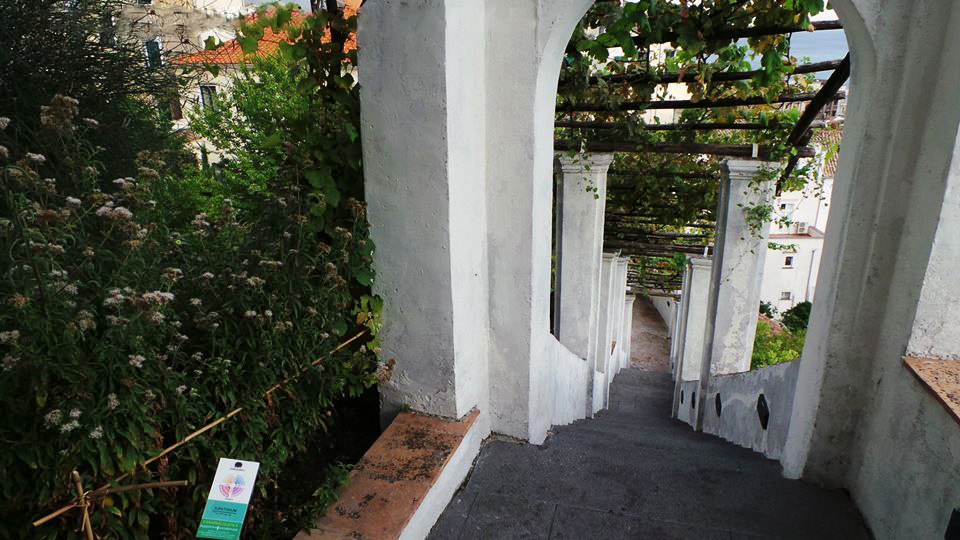

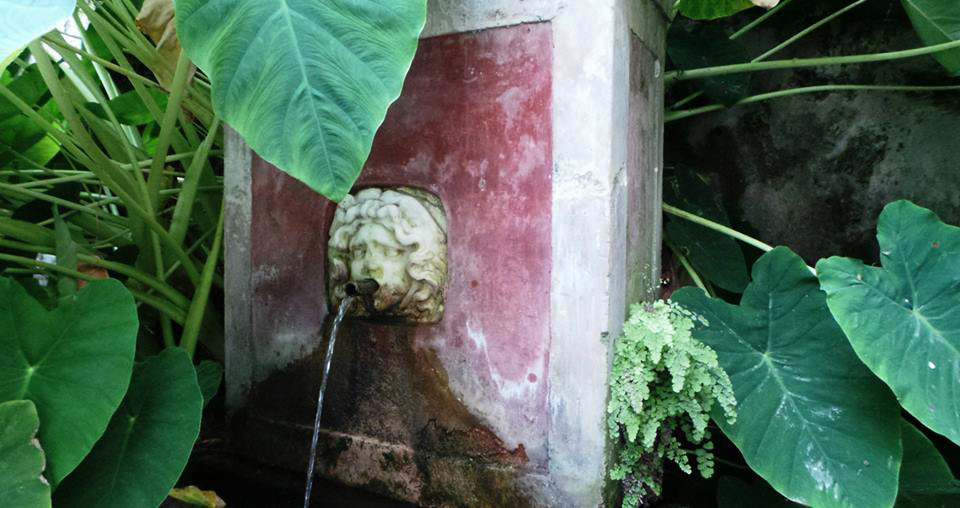